# Parelheiros
Parelheiros es un distrito ubicado en la zona sur de la ciudad de São Paulo, Brasil. Administrativamente pertenece a la subprefectura homónima. Es el segundo distrito con mayor extensión territorial y se encuentra poco poblado. La mayor parte de su área está cubierta por reservas ambientales de mata atlántica. En él se ubica el Área de Protección Ambiental Municipal de Capivari-Monos y parte del Área de Protección Ambiental Ilha do Bororé-Colônia. También se encuentra la aldea indígena guaraní Krukutu.
La región recibió la primera inmigración alemana en el estado de São Paulo a inicios del siglo XIX. Dista de 15 a 25 kilómetros de Itanhaém y de São Vicente, en la Baixada Santista, y 50 a 60 kilómetros de la región central del municipio de São Paulo.

## Distritos limítrofes
- Jardim Ângela, Cidade Dutra, Grajaú (norte)
- Municipio de São Bernardo do Campo (este)
- Marsilac  (sur)
- Municipio de Embú-Guaçu (oeste)